# Natrona (Pennsylvanie)

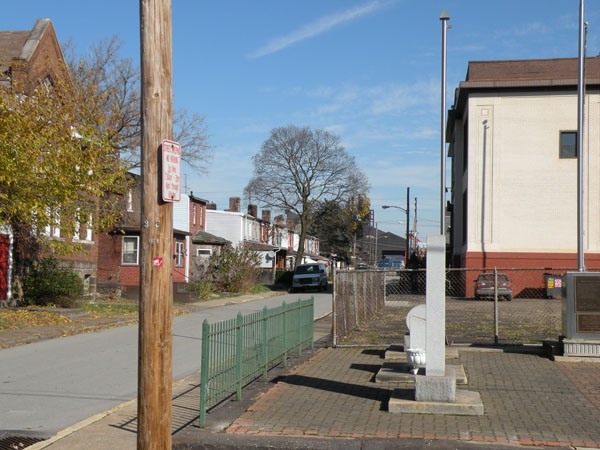
Vue de Natrona.

Natrona est une commune non-incorporée de Harrison en Pennsylvanie occidentale. Elle se trouve  dans l'aire métropolitaine de Pittsburgh à 39 kilomètres environ, au nord-est du centre-ville de Pittsburgh. La localité est située le long de la rivière Allegheny à l'écluse n° 4 et au bord des bassins n° 3 et n° 4, entre Brackenridge, Natrona Heights, Karns, Allegheny, et Lower Burrell.

## Histoire
Au début, le village de Natrona – connu alors comme East Tarentum – est construit comme une cité ouvrière par la Pennsylvania Salt Manufacturing Company dans les années 1850,,,,. La compagnie commence avec l'exploitation de deux mines de sel en 1850, et en poursuit l'extraction jusqu'en 1959. Vers 1876, la compagnie, qui possède les dépôts de cryolite de Greenland, le transforme à Natrona, où le minéral est pulvérisé, tamisé, chauffé et mis en réaction avec le carbonate de calcium, puis lessivé pour produire du pur carbonate de soda (carbonate de sodium) et de l'aluminate de soda (aluminate de sodium),.

## Patrimoine architectural
- Église Saint-Joseph (catholique)